# San Ignacio del Roble
San Ignacio del Roble är en ort i Mexiko.   Den ligger i kommunen Degollado och delstaten Jalisco, i den centrala delen av landet, 300 km väster om huvudstaden Mexico City. San Ignacio del Roble ligger 1 808 meter över havet och antalet invånare är 102.
Terrängen runt San Ignacio del Roble är kuperad norrut, men söderut är den platt. Terrängen runt San Ignacio del Roble sluttar söderut. Runt San Ignacio del Roble är det tätbefolkat, med 343 invånare per kvadratkilometer. Närmaste större samhälle är La Piedad Cavadas, 14,9 km sydost om San Ignacio del Roble. I omgivningarna runt San Ignacio del Roble växer huvudsakligen savannskog.